# Polydora (Tochter des Peleus)
Polydora (altgriechisch Πολυδώρα Polydṓra) ist eine Gestalt der griechischen Mythologie.
Bezüglich ihrer Abstammung und ihres Sohnes stimmen die Quellen nur insofern überein, als sie die Tochter des Myrmidonenkönigs Peleus und die Mutter des Trojakriegers Menesthios war.
Als Mutter der Polydora wird meist Polymele (die Tochter des Aktor von Phthia) genannt, aber auch deren Schwester Eurydike, Laodameia (die Tochter des Alkmaion), oder Antigone (eine weitere phthische Prinzessin). In den meisten der Fälle ergibt sich, dass Polydora eine (Halb-)Schwester des Achilleus war.
Sie nahm den Thebaner Boros zum Gemahl. Der Sohn Menesthios soll aber, je nach Überlieferung, eher vom Flussgott Spercheios stammen oder von dem Giganten Pelor, der sie beim Baden in ebenjenem Fluss überwältigte.
Nicht zuletzt könnte sie als identisch mit der Danaide Polydora betrachtet werden, womit dann Danaos ihr Vater wäre.